# Michigamme (Michigan)
Michigamme – jednostka osadnicza w Stanach Zjednoczonych, w stanie Michigan, w hrabstwie Marquette.